# Benedykt Czuma
Benedykt Jan Czuma (ur. 27 stycznia 1941 w Niepołomicach, zm. 16 listopada 2023 w Łodzi) – polski polityk, wydawca i dziennikarz, działacz opozycji politycznej w okresie PRL.

## Życiorys
Ukończył studia z zakresu mechaniki precyzyjnej Politechniki Warszawskiej. Działalność opozycyjną rozpoczął w 1965, tworząc wspólnie z bratem Andrzejem, Stefanem Niesiołowskim, Emilem Morgiewiczem i innymi tajną organizację Ruch. Był aktywnym uczestnikiem wszystkich pięciu zjazdów tej formacji. W 1970 nawiązał kontakt z emigracją polityczną, głównie z działaczami Stronnictwa Pracy. Został aresztowany wiosną tego samego roku i sądzony w procesie Ruchu. 23 października 1971 skazano go na karę sześciu lat pozbawienia wolności, m.in. za próbę obalenia przemocą ustroju). Zwolniony na mocy amnestii 25 września 1974.
W marcu 1977 podjął działalność w Ruchu Obrony Praw Człowieka i Obywatela. W jego łódzkim mieszkaniu utworzono punkt konsultacyjno-informacyjny ROPCiO. Organizował odczyty i spotkania (w ramach Klubu Swobodnej Dyskusji), zajmował się drukiem i kolportażem wydawnictw niezależnych. Od maja 1978 był członkiem Rady Konsultacyjnej przy redakcji „Opinii”. Od września 1980 należał do doradców MKZ NSZZ „Solidarność” Ziemi Łódzkiej, od maja 1981 wchodził w skład zarządu regionu. Był też delegatem na I KZD „Solidarności”. Współzałożyciel (razem ze Stefanem Niesiołowskim i Andrzejem Woźnickim) oraz redaktor naczelny tygodnika regionalnego „Solidarność Ziemi Łódzkiej”. W stanie wojennym został internowany w Łęczycy i w Łowiczu na okres od 13 grudnia 1981 do 8 lipca 1982. Po zwolnieniu zaangażował się w działalność podziemną (współpracował m.in. z Tajnym Tymczasowym Zarządem NSZZ „Solidarność” Ziemi Łódzkiej), a następnie w jawnych strukturach związku.
W III RP należał do założycieli ZChN i Przymierza Prawicy, a także partii Suwerenność-Praca-Sprawiedliwość. Był członkiem Stowarzyszenia Wolnego Słowa.
W maju 2007 został zgłoszony przez Platformę Obywatelską jako kandydat na wybieranego przez Senat członka Kolegium Instytutu Pamięci Narodowej. W głosowaniu przegrał z kandydatem Prawa i Sprawiedliwości Andrzejem Gwiazdą. Podczas kolejnego głosowania w czerwcu 2007 wygrał z Teofilem Wojciechowskim, ale nie uzyskał wymaganej bezwzględnej liczby głosów. Prowadził biuro senatorskie Stefana Niesiołowskiego, po wyborze tegoż na wicemarszałka Sejmu RP objął funkcję jego doradcy. W 2010 był członkiem komitetu poparcia Bronisława Komorowskiego przed przedterminowymi wyborami prezydenckimi.
Autor strony „Ruch Niepodległościowy” zawierającej informacje dotyczące „Ruchu”. Był autorem książek Łódzka „Solidarność” 1980–1981. Zapis zdarzeń (2010) oraz Rok 1989. Jak „poziomki” uratowały demokrację w „Solidarności” łódzkiej (2022).
Został pochowany na cmentarzu św. Rocha w Łodzi.

## Odznaczenia
W 1989 został odznaczony Krzyżem Kawalerskim Orderu Odrodzenia Polski przez prezydenta RP na uchodźstwie. W 2006 odznaczony Krzyżem Komandorskim Orderu Odrodzenia Polski przez prezydenta RP Lecha Kaczyńskiego. W 2016 wyróżniony Krzyżem Wolności i Solidarności.

## Życie prywatne
Był synem Ignacego i Lubow, bratankiem Waleriana Czumy, bratem Andrzeja, Huberta, Jerzego i Łukasza Czumów. Był żonaty z Elżbietą Czumą, z którą miał piątkę dzieci.